# 田口浩司
田口 浩司（たぐち こうじ、1961年11月3日 - ）はスクウェア・エニックス出版事業部長。

## 略歴
福岡県出身。ラ・サール中学校・高等学校を経て、早稲田大学教育学部卒業。大学在学中から編集プロダクション運営に携わり、卒業と当時に編集プロダクション経営。1988年にエニックス入社、営業部門を担当する。取締役営業本部営業部長、取締役ソフトウェア事業部長、執行役員出版事業部長兼マーチャンダイジング部担当、執行役員出版事業部長兼宣伝部長を経て現職。
「エニックスお家騒動」に際して、マッグガーデンとの和解協議を同社の子会社化という形で解決した。2003年にエニックスがスクウェアと合併した後は『鋼の錬金術師』をはじめとしたアニメ企画をプロデュースした。

## 参加作品
- スターオーシャンEX（2001年、企画）
- 東京アンダーグラウンド（2002年、企画プロデューサー）
- 鋼の錬金術師（2003年、企画）
- まほらば〜Heartful days（2005年、企画）
- ぱにぽにだっしゅ!（2005年、企画）
- すもももももも 地上最強のヨメ（2006年、企画）
- ながされて藍蘭島（2007年、企画）
- 瀬戸の花嫁（2007年、企画）
- ZOMBIE-LOAN（2007年、企画）
- ソウルイーター（2008年、企画）
- セキレイ（2008年、企画）
- 隠の王（2008年、企画）
- 黒執事（2008年、企画）
- とある魔術の禁書目録（2008年、企画）
- 瀬戸の花嫁OVA 仁・義(2008年・2009年、企画)
- 天体戦士サンレッド（2008年、企画）
- 屍姫 赫（2008年、企画）
- 屍姫 玄（2009年、企画）
- 黒神 The Animation（2009年、エグゼクティブプロデューサー）
- 夏のあらし!（2009年、企画）
- PandoraHearts（2009年、企画）
- 咲-Saki-（2009年、企画）
- 鋼の錬金術師 FULLMETAL ALCHEMIST（2009年、企画）
- 夏のあらし! 〜春夏冬中〜（2009年、企画）
- 天体戦士サンレッド第2期（2009年、企画）
- はなまる幼稚園（2010年、企画）
- 荒川アンダー ザ ブリッジ（2010年、企画）
- WORKING!!（2010年、企画）
- セキレイ 〜Pure Engagement〜（2010年、企画）
- 黒執事II（2010年、企画）
- STAR DRIVER 輝きのタクト（2010年、企画）
- とある魔術の禁書目録II（2010年、企画）
- 荒川アンダー ザ ブリッジ*2（2010年、企画）
- +チック姉さん（2011年、企画）
- WORKING'!!（2011年、企画）
- 君と僕。（2011年、企画）
- 男子高校生の日常（2012年、エグゼクティブプロデューサー）
- 妖狐×僕SS（2012年、企画）
- 君と僕。2（2012年、企画）
- 黄昏乙女×アムネジア（2012年、企画）
- 咲-Saki-阿知賀編 episode of side-A（2012年、企画）
- 絶園のテンペスト（2012年、企画）
- キューティクル探偵因幡（2013年、企画）
- 劇場版 とある魔術の禁書目録 -エンデュミオンの奇蹟-（2013年、製作）
- 帰宅部活動記録（2013年、製作）
- サーバント×サービス（2013年、企画）
- 私がモテないのはどう考えてもお前らが悪い!（2013年、企画）
- 咲-Saki- 全国編（2014年、企画）
- 魔法科高校の劣等生（2014年、企画）
- 一週間フレンズ。（2014年、企画）
- マンガ家さんとアシスタントさんと（2014年、企画）
- ソウルイーターノット!（2014年、企画）
- ばらかもん（2014年、製作）
- アカメが斬る!（2014年、企画）
- 月刊少女野崎くん（2014年、企画）
- 黒執事 Book of Circus（2014年、企画）
- 繰繰れ! コックリさん（2014年、企画）
- 青春×機関銃（2015年、企画）
- WORKING!!!（2015年、企画）
- Dimension W（2016年、企画）